# Luis Palacios
Luis Palacios är en ort i Argentina.   Den ligger i provinsen Santa Fe, i den centrala delen av landet, 300 km nordväst om huvudstaden Buenos Aires. Luis Palacios ligger 36 meter över havet och antalet invånare är 1 149.
Terrängen runt Luis Palacios är mycket platt. Närmaste större samhälle är Roldán, 12,9 km söder om Luis Palacios.
Trakten runt Luis Palacios består till största delen av jordbruksmark. Runt Luis Palacios är det ganska tätbefolkat, med 129 invånare per kvadratkilometer.